# Gunilda (Schiff)
Die Gunilda war eine Yacht und seinerzeit das Flaggschiff des New York Yacht Clubs.  Nach der Kollision mit einem Felsen ist das Schiff im August 1911 im Oberen See gesunken. Der letzte Eigner war William L. Harkness, ein Investor der Standard Oil Company.

## Geschichte
Der Segeldampfer wurde von der schottischen Werft Ramage & Ferguson in Leith gebaut und 1897 abgeliefert. Das als Schoner getakelte Schiff wurde zusätzlich von einer Dreifach-Expansionsmaschine angetrieben und erreichte damit eine Geschwindigkeit von 14 Knoten.
Im August 1911 waren Harkness, seine Familie und einige Freunde auf dem Weg zu den Fischgründen im Nipigonsee. Für die Passage durch die von Untiefen und kleinen Inseln geprägten nördlichen Buchten des Oberen Sees verzichtete Harkness wegen der Gebühren auf einen Lotsen und befahl dem Kapitän, die Reise ohne ortskundige Beratung fortzusetzen. Dabei kollidierte das Schiff mit der McGarvey-Untiefe einem fast senkrechten Felsen, der aus 280 ft (85,3 m) Tiefe bis 3 ft (0,9 m) unterhalb der Wasseroberfläche aufsteigt. Bei der Havarie wurde niemand verletzt. Bilder zeigen die havarierte Yacht, mit halber Länge auf dem Felsen liegend. Harkness fuhr mit einem Beiboot an Land und heuerte die James Whelan an, den stärksten Schlepper der Umgebung, um die Gunilda von der Untiefe zu ziehen. Der Schlepperkapitän brachte einen Leichter mit und schlug vor, einen zweiten Leichter einzusetzen, um die Yacht beim Freikommen auf beiden Seiten stabilisieren zu können. Harkness lehnte den Vorschlag aus Kostengründen ab und die Bergung wurde deshalb ohne zweiten Leichter in Angriff genommen. Der Schlepper zog die Gunilda vom Felsen. Beim Freikommen krängte sie nach Steuerbord und die Masten schlugen auf die Wasseroberfläche. Innerhalb von Minuten lief das Schiff voll Wasser und sank. Die Familie, die Freunde und die Besatzung wurden vom Schlepper in Sicherheit gebracht.

## Wrack
| \| Wrackposition \| |
| Wrackposition       |

Das Wrack der Gunilda liegt auf ebenem Kiel und mit stehenden Masten auf rund 80 m Tiefe am Fuß der McGarvey Untiefe. Eine Bergung wurde zwar in Betracht gezogen, sie war aber mit der Tauchausrüstung des frühen 20. Jahrhunderts nicht möglich. Erst mit dem Atemgas Trimix konnte das Wrack ab den 1990er Jahren erreicht werden.
1980 ankerte die Calypso von Jacques-Yves Cousteau über dem Wrack. Mit einem Forschungs-U-Boot wurde die Gunilda untersucht und gefilmt. Danach bezeichnete Philippe Cousteau es als das am besten erhaltene Wrack, das er je gesehen habe.